# キロン (小惑星)
キロン またはカイロン (2060 Chiron, 95P/Chiron) は、彗星・小惑星遷移天体のひとつ。土星と天王星の間を巡る軌道にある。1977年、パロマー天文台でチャールズ・トーマス・コワルによって発見され、ギリシア神話に登場するケンタウロスの一人、ケイローンにちなんで命名された。
キロンは小惑星として発見されたが、後に彗星かも知れないということで論争になった。1988年、彗星に特徴的な明るさの急激な変化が観測され、また1989年には彗星に見られるようなコマが観測された。
キロンは公式に、周期彗星と小惑星の両方のリストに登録されている。他に周期彗星と小惑星の両方に登録されている天体には (107P/4015) ウィルソン・ハリントン、(133P/7968) エルスト・ピサロ、(174P/60558) エケクルス、(176P/118401) LINEARがある。
キロンは初めて発見されたケンタウルス族の小惑星とされている。ケンタウルス族の小惑星は軌道が不安定で、キロンもやがて巨大惑星に捕らえられてしまうだろうと考えられている。またキロンはおそらくエッジワース・カイパーベルトから現在の位置に移動してきたと考えられている。

## 対称ジェットや環が存在する可能性
1993年と1994年に「塵と水が噴出する対称ジェットらしきもの」が観測されている。
2011年11月29日、キロンによる恒星食をNASAの赤外線望遠鏡設備(ITF)とラス・クンブレス(Las Cumbres)天文台グローバル望遠鏡を用いて観測したところ、キロン中心から約300km離れた両端にそれぞれ3kmと7kmの幅を持つ物質の存在が判明した。この物質は先に観測されていた「対称ジェットらしきもの」に似ているが、ガスと塵によって構成された環の可能性も考えられている。対称ジェットと仮定した場合、太陽系の外側に位置するキロンが巨大惑星の重力作用で太陽系中心に近づいて行き、凍結していた物質がガスや塵のジェットになって噴き出している可能性がある。また、環だと仮定した場合、宇宙空間を漂っていた天体の破片がキロンの重力によって集まったか、あるいはキロン形成時の材料の残りが、環を形成した可能性がある。環なのかジェットなのか結論を出すには今後再度、恒星食観測を行う必要がある。
環を持つ小惑星の可能性が指摘されたのは小惑星カリクロに次いで2例目となる。ただし2024年2月現在、キロンが環を持っていると確定しているわけではない。